# Yttre-Mjöträsket
Yttre-Mjöträsket är en sjö i Kalix kommun i Norrbotten och ingår i Keräsjoki-Sangisälvens kustområde. Sjön har en area på 0,076 kvadratkilometer och ligger 14,1 meter över havet. Yttre-Mjöträsket ligger i Käll- och Mjöträsken Natura 2000-område.

## Delavrinningsområde
Yttre-Mjöträsket ingår i det delavrinningsområde (732615-185421) som SMHI kallar för Utloppet av Yttre Mjöträsket. Medelhöjden är 22 meter över havet och ytan är 0,71 kvadratkilometer. Det finns inga avrinningsområden uppströms utan avrinningsområdet är högsta punkten. Vattendraget som avvattnar avrinningsområdet har biflödesordning 3, vilket innebär att vattnet flödar genom totalt 3 vattendrag innan det når havet efter 8,5 kilometer. Avrinningsområdet består mestadels av skog (52 procent) och sankmarker (28 procent). Avrinningsområdet har 0,08 kvadratkilometer vattenytor vilket ger det en sjöprocent på 10,7 procent.